# Josef Klus (fotbalový brankář)
Josef Klus (1939–2006) byl český fotbalový brankář.

## Hráčská kariéra
V československé nejvyšší soutěži chytal za Duklu Pardubice (během základní vojenské služby) a Jiskru Otrokovice.

### Prvoligová bilance
| Ročník             | Zápasy | Góly | Minuty | Nuly | Klub                 |
| ------------------ | ------ | ---- | ------ | ---- | -------------------- |
| I. liga 1959/60    | 14     | 0    | 1 153  | 2    | VTJ Dukla Pardubice  |
| I. liga 1964/65    | 13     | 0    | 1 037  | 2    | TJ Jiskra Otrokovice |
| CELKEM I. ČS. LIGA | 27     | 0    | 2 190  | 4    |                      |